# 滋賀県道205号賀田山安食西線
滋賀県道205号賀田山安食西線（しがけんどう205ごう かたやまあんじきにしせん）は、滋賀県彦根市から犬上郡豊郷町に至る一般県道である。

## 概要
彦根市賀田山町から犬上郡豊郷町大字安食西に至る。
一直線の道路で、JR西日本東海道本線上の茂賀跨線橋が唯一のアップダウンである。

### 路線データ
- 起点：彦根市賀田山町（賀田山町西交差点、滋賀県道2号大津能登川長浜線交点）
- 終点：犬上郡豊郷町大字安食西（安食西交差点、国道8号交点）
- 総延長：2.0 km

## 歴史
- 1958年（昭和33年）7月26日 - 滋賀県告示第291号により清崎安食西線として路線認定[1]。
- 1984年（昭和59年）11月26日 - 賀田山安食西線に変更。

## 路線状況

### 重複区間
- 滋賀県道206号神郷彦根線（彦根市楡町・楡町交差点 - 彦根市楡町・楡町東交差点）

## 地理

### 通過する自治体
- 滋賀県
  - 彦根市 - 犬上郡豊郷町

### 交差する道路
| 交差する道路                                     | 市町村名 | 市町村名 | 交差する場所 | 交差する場所            |
| ------------------------------------------------ | -------- | -------- | ------------ | ----------------------- |
| 滋賀県道2号大津能登川長浜線 / 彦根道＝朝鮮人街道 | 彦根市   | 彦根市   | 賀田山町     | 賀田山町西交差点 / 起点 |
| 滋賀県道206号神郷彦根線 重複区間起点             | 彦根市   | 彦根市   | 楡町         | 楡町交差点              |
| 滋賀県道206号神郷彦根線 重複区間終点             | 彦根市   | 彦根市   | 楡町         | 楡町東交差点            |
| 国道8号                                          | 犬上郡   | 豊郷町   | 大字安食西   | 安食西交差点 / 終点     |

### 交差する鉄道
- 東海道本線

### 沿線
- 社会福祉法人彦根福祉会立 亀山保育園
- 彦根市役所 亀山出張所
- 彦根市立亀山小学校
- 光雲寺
- レゾナック 彦根清崎事業所
- 清水工業